# 許龍才
許龍才（1955年—），泰语名差樂拆·摳喜批帕，又译察霖猜，是泰國畫家，特殊作品如：英國倫敦噗他把題寺院、媽蛤差那嘎、龍昆寺。另外也有雕塑，建築等等。在2004年得喜把通獎，在2011年得民族藝術家獎。

## 生平
許龍才父親名字為許華丘（泰語：。後來取泰名拍散·摳喜批帕，泰語：。摳是潮州話許姓的發音），是潮州移民到泰國，母親名字頗席·予俗，是半潮州後裔半蘭納人，但本人不會講潮州話或華語，卻是蘭納跟中央泰語雙母語和英語很流利。因為家庭屬於華裔，家人鼓勵要他當商人，但早年的時候不認真讀書，一直繪畫，後來在破唱高職學校及在泰國藝術大學入學，1977年藝術學士畢業。
他起初主要创作電影宣传图，后来逐渐转向创作泰式壁畫。1988年，他前往英國创作英國佛腳寺院的壁畫，總共四年。其作品并不完全遵照泰式壁画傳統。

## 作品

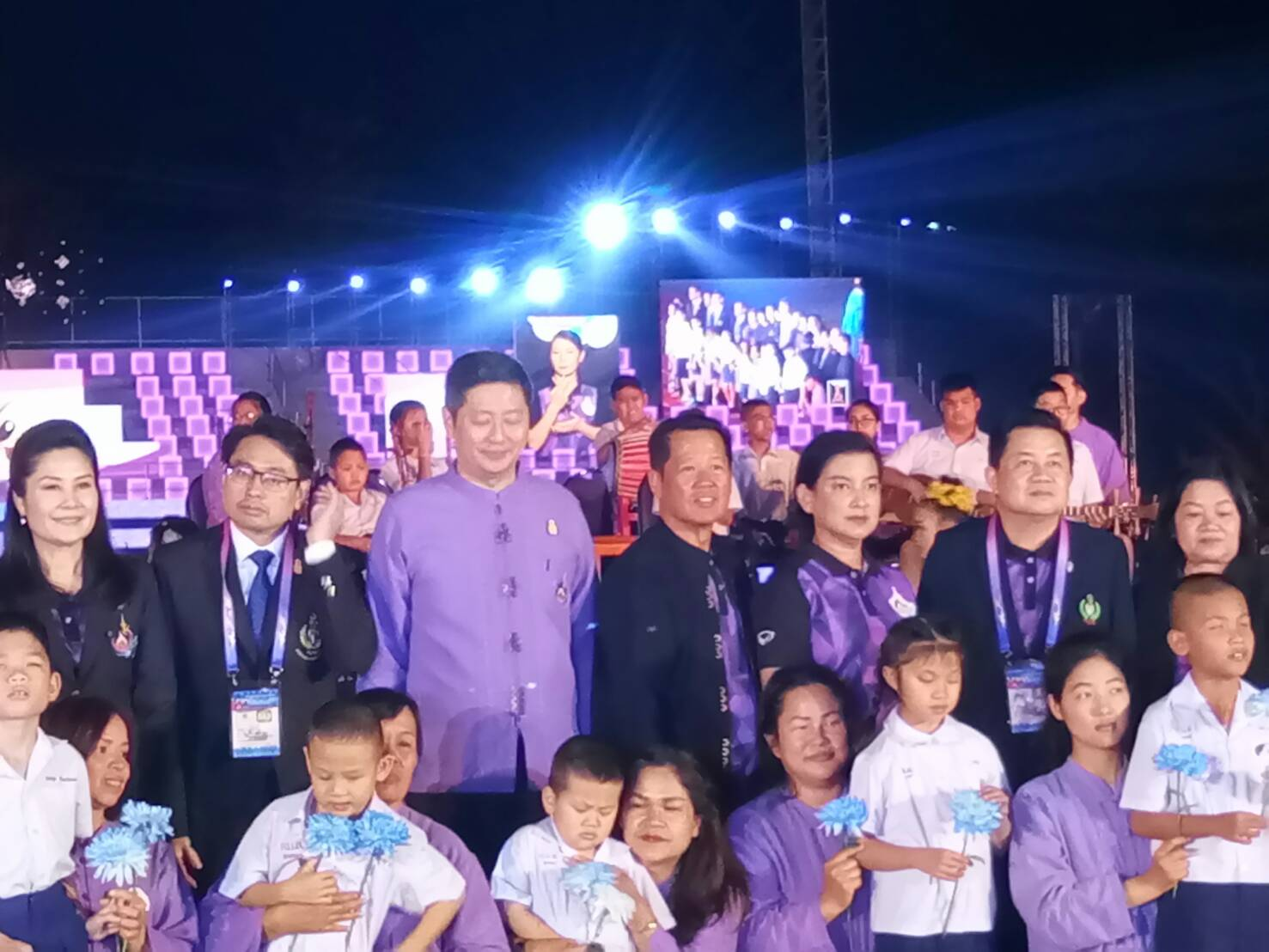
Chalermchai Kositpipat (center) at 36th Thailand Para National Games (กีฬาคนพิการแห่งชาติ ครั้งที่ 36)

摳喜批帕參加許多團體作品及單飛作品，泰國及其他國家都有，從1977起如下：
- 1980年，建立泰國藝術23組構，這個團體是防抗歐美藝術
- 1985年，繪畫在英國倫敦噗他把題寺院
- 1996年，歸故鄉繪畫龍昆寺

## 皇家荣誉
- 2012年：四等德雷古纳蓬勋章（CPh/ จ.ภ.） [5]